# Stig Håkansson
Stig Bror Håkansson, född 19 oktober 1918 i Hammarö församling, Värmlands län, död 7 augusti 2000 i Karlstads domkyrkoförsamling, var en svensk friidrottare (sprinter samt längdhopp).
Håkansson tog SM-guld på 100 meter 1944 och 1946 samt i längdhopp åren 1939 och 1944–1945. Han tävlade för IF Sleipner och IF Göta. Han utsågs 1946 till Stor Grabb nummer 107. 
I längdhopp var han statistisk världsetta 1944 då han en oktoberdag i Sigtuna hoppade 750.
Vid EM i Oslo år 1946 var han med i det svenska stafettlaget som tog guld på 4 x 100 meter (de andra var Olle Laessker, Inge Nilsson och Stig Danielsson).
Stig Håkansson var i slutet av 1950-talet med till att bilda curlingsektion inom Göta, som senare blev Karlstads Curlingklubb, och svarade också för bedriften att bli svensk mästare i curling, där han deltog som lead i Götas segrande lag vid de första SM-tävlingarna 1968 och blev 4:a i VM samma år i Pointe-Claire i Kanada. Laget bestod av dessutom av - fourth: Roy Berglöf, skip: Kjell Grengmark, second: Sven Carlsson. Stig Håkansson utsågs 1985–1986 till Stor Grabb (nummer 64) även i curling.
Stig Håkansson är far till Lars-Eric och Thomas Håkansson samt farfar till Patric Klaremo, före detta Håkansson, som alla var landslagsspelare i curling.
Efter den aktiva friidrottskarriären engagerade sig Stig i IF Götas styrelsearbete och var huvudstyrelsens siste ordförande (1966–1971) innan bandyn (IF Göta Bandy) och friidrotten bildade självständiga föreningar. Stig Håkansson är begravd på Ruds kyrkogård i Karlstad.

## Personliga rekord
- 100 m: 10,6 s (Karlstad 1 oktober 1944) [4]
- 200 m: 21,9 s (Slottsskogsvallen i Göteborg 17 september 1944) [10]
- Längdhopp: 7,50 m (Sigtuna 8 oktober 1944) [11]